# Wilhelm Hauschild (Maler)
Wilhelm Ernst Ferdinand Franz Hauschild (* 16. November 1827 in Schlegel b. Neurode, Landkreis Glatz, Provinz Schlesien; † 14. Mai 1887 in München) war ein deutscher Historienmaler.

## Leben

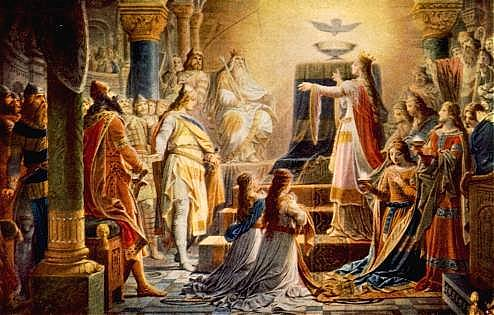
Das Gralswunder, Wandgemälde auf Schloss Neuschwanstein

Himmelfahrt Mariens, Deckengemälde in der Pfarrkirche Lochen

Wilhelm Hauschild, dessen Vater Webermeister war, absolvierte eine Lehre beim Dekorationsmaler Krachwitz in Frankenstein. Auf der Wanderschaft kam er mit einer Empfehlung des Chiemgauer Malers Josef Holzmaier zum Historienmaler Josef Schlotthauer nach München, der Hauschilds Begabung erkannte. Nachdem er ihm die notwendigen Kenntnisse für den Besuch der Königlichen Kunstakademie vermittelt hatte, immatrikulierte sich Hauschild am 10. April 1850 für das Fach Malerei und wurde Schüler von Philipp von Foltz.
Auf Empfehlung des Malers Wilhelm von Kaulbach erhielt Hauschild einen Auftrag des preußischen Königs Friedrich Wilhelm IV. Nachdem er für die historische Galerie des Bayerischen Nationalmuseums acht große Gemälde geschaffen hatte, erhielt er weitere Aufträge des bayerischen Königshauses. Für König Ludwig II. malte er die Deckenbilder für die Schlösser Linderhof und Herrenchiemsee, auf Schloss Neuschwanstein wurde ihm die malerische Ausgestaltung des Thronsaales und der Bilderreihen aus Lohengrin, der Sigurd- und der Gudrunsage übertragen. Bei diesen Arbeiten stürzte Hauschild von einem Gerüst. Dabei erlitt er einen Schulterbruch sowie eine schwere Gehirnerschütterung. Auch an der Gestaltung der Wand- und Deckengemälde für den Königsbau der Münchner Residenz war er beteiligt. Für die Kirche St. Josef in Starnberg schuf er 1854 einen Petrusaltar.
Seiner schlesischen Heimat blieb Hauschild stets verbunden. Für die Pfarrkirche von Schlegel schuf er drei Altarbilder, für die Kirche auf dem Schlegler Allerheiligenberg malte er die Fresken sowie die Gemälde für die 16 Kreuzwegstationen. Für die Laubaner Pfarrkirche, die zeitgleich von seinem Freund, dem Münchner Architekten Johann Marggraff im neugotischen Stil ausgestattet wurde, schuf Wilhelm Hauschild für die Seitenaltäre die Gemälde „Unbefleckte Empfängnis“ und „Hl. Joseph“.
Hauschild war Mitglied des Münchner Vereins für Christliche Kunst und 1883 dessen Vorsitzender. 1879 verlieh ihm König Ludwig II. den Titel eines Königlichen Akademieprofessors. Für seine Leistungen erhielt er die Goldene Medaille für Kunst und Wissenschaft.
Wilhelm Hauschild starb 1887 im Alter von 59 Jahren in München.

## Grabstätte

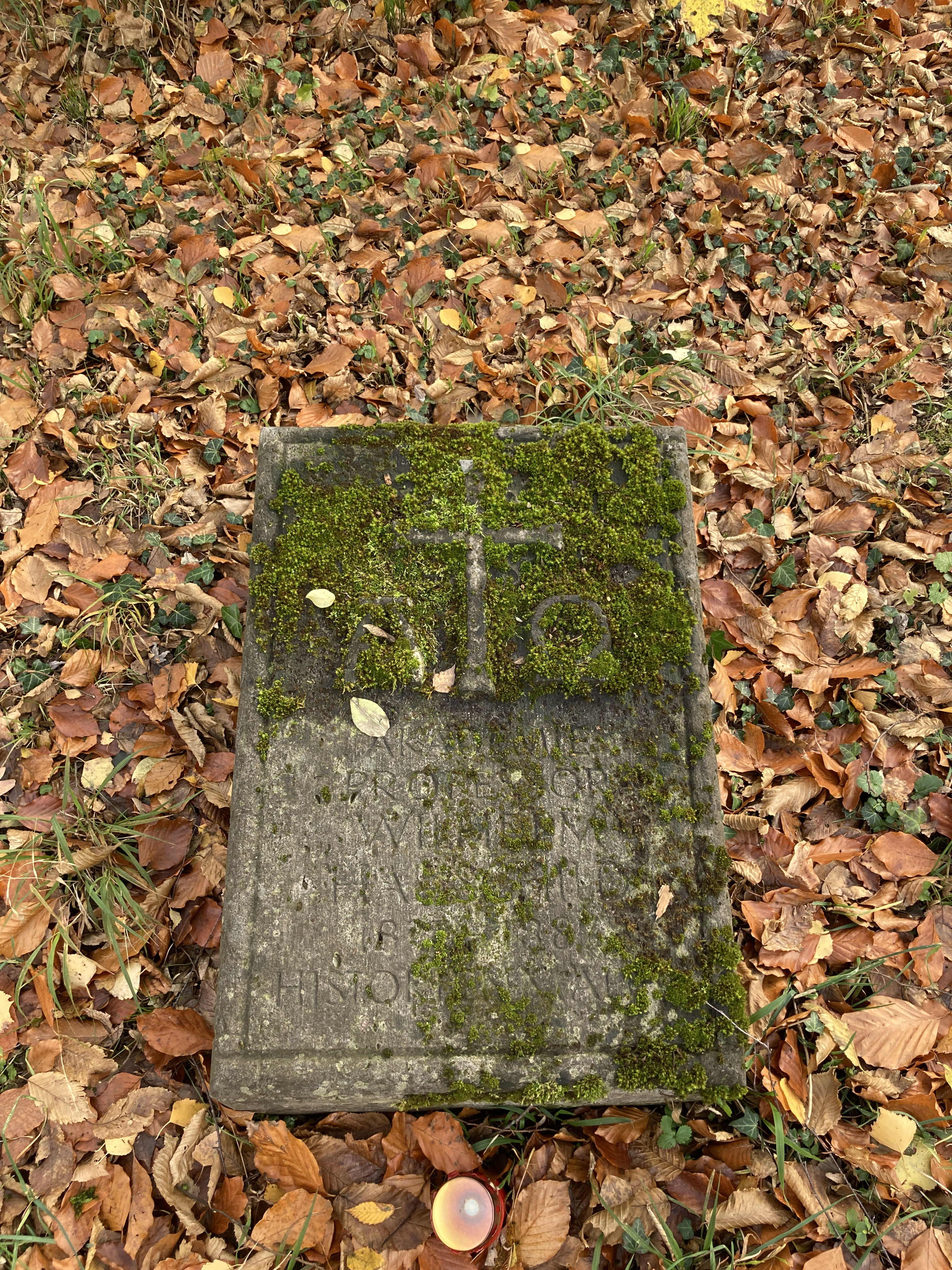
Grab von Wilhelm Hauschild auf dem Alten Südlichen Friedhof in München

Die Grabstätte von Wilhelm Hauschild befindet sich auf dem Alten Südlichen Friedhof in München (Gräberfeld 17 – Reihe 12 – Platz 50) Standort. In dem Grab liegt auch Josef Holzmaier, der Hauschild in jungen Jahren bei seiner Malerlaufbahn unterstützte.

## Namensgeber für Straße
Nach Wilhelm Hauschild wurde 1947 in München im Stadtteil Obersendling (Stadtbezirk 19 – Thalkirchen-Obersendling-Forstenried-Fürstenried-Solln) die Hauschildstraße benannt Strassenlage Lageplan.